# Mocosoa
Mocosoa is een geslacht van kreeftachtigen uit de klasse van de Malacostraca (hogere kreeftachtigen).

## Soort
- Mocosoa crebripunctata Stimpson, 1871